# Arnhem-Veenendaal Classic 2015
La Arnhem-Veenendaal Classic 2015, trentesima edizione della corsa, valida come evento dell'UCI Europe Tour 2015 categoria 1.1, si svolse il 21 agosto 2015 su un percorso di 197,9 km. Fu vinta dall'olandese Dylan Groenewegen in 4h 26' 26" alla media di 44,57 km/h, seguito, al secondo posto, dal bielorusso Jaŭhen Hutarovič, e al terzo dal russo Roman Maikin.
Al traguardo di Veenendaal furono 99 in totale i ciclisti che completarono la gara.

## Squadre partecipanti
| N.      | Cod. | Squadra                     |
| ------- | ---- | --------------------------- |
| 1-6     | TLJ  | Team Lotto NL-Jumbo         |
| 11-16   | BSE  | Bretagne-Séché              |
| 21-26   | ROP  | Roompot-Oranje Peloton      |
| 31-36   | RVL  | RusVelo                     |
| 41-46   | TSV  | Topsport Vlaanderen-Baloise |
| 51-56   | WGG  | Wanty-Groupe Gobert         |
| 61-66   | SKT  | An Post-ChainReaction       |
| 71-76   | BAB  | Baby Dump Cycling Team      |
| 81-86   | CJP  | Cyclingteam Jo Piels        |
| 91-96   | RIJ  | Cyclingteam Join's-De Rijke |
| 101-106 | LDT  | Leopard Development Team    |

| N.      | Cod. | Squadra                           |
| ------- | ---- | --------------------------------- |
| 111-116 | MGT  | Madison Genesis                   |
| 121-126 | MET  | Metec-TKH-Mantel                  |
| 131-136 | PVC  | Parkhotel Valkenburg Cycling Team |
| 141-146 | RDT  | Rabobank Development Team         |
| 151-156 | ROT  | Roth-Skoda                        |
| 161-166 | SEG  | SEG Racing                        |
| 171-176 | COH  | Team Coop-ØsterHus                |
| 181-186 | STG  | Team Stölting                     |
| 191-196 | MMM  | Team 3M                           |
| 201-206 | WBC  | Wallonie-Bruxelles                |

## Ordine d'arrivo (Top 10)
| Pos. | Corridore          | Squadra         | Tempo    |
| ---- | ------------------ | --------------- | -------- |
| 1    | Dylan Groenewegen  | Roompot         | 4h35'03" |
| 2    | Jaŭhen Hutarovič   | Bretagne        | a 10"    |
| 3    | Roman Maikin       | RusVelo         | s.t.     |
| 4    | Roy Jans           | Wanty-Gobert    | s.t.     |
| 5    | Bert Van Lerberghe | Topsport Vl.    | s.t.     |
| 6    | Amaury Capiot      | Topsport Vl.    | a 13"    |
| 7    | Wouter Mol         | Join's-De Rijke | s.t.     |
| 8    | Thomas Stewart     | Madison G.      | s.t.     |
| 9    | Jeroen Meijers     | Rabobank D.     | s.t.     |
| 10   | Romain Feillu      | Bretagne        | s.t.     |